# Bicicletas, Bolos e Outras Alegrias
Bicicletas, Bolos e Outras Alegrias  quinto álbum de la brasilera Vanessa, grabado en formato CD por Jabuticaba y producido por Alexandre Kassin, fue editado el 13 de octubre de 2010.

## Lista de canciones
Todos los temas compuestos por Vanessa da Mata excepto donde se indica:

| Bicicletas, Bolos e Outras Alegrias |                                       |          |  |
| N.º                                 | Título                                | Duración |  |
| 1.                                  | «O Tal Casa»                          | 4:20     |  |
| 2.                                  | «Fiu Fiu»                             | 4:17     |  |
| 3.                                  | «Te Amo»                              | 3:36     |  |
| 4.                                  | «Meu Aniversário»                     | 3:00     |  |
| 5.                                  | «Vê Se Fica Bem»                      | 4:02     |  |
| 6.                                  | «Bolsa De Grife»                      | 2:45     |  |
| 7.                                  | «As Palavras»                         | 4:10     |  |
| 8.                                  | «Bicicletas, Bolos E Outras Alegrias» | 4:21     |  |
| 9.                                  | «Vá»                                  | 4:38     |  |
| 10.                                 | «Moro Longe»                          | 3:23     |  |
| 11.                                 | «O Masoquista E O Fugitivo»           | 3:26     |  |
| 12.                                 | «Quando Amanhecer» (con Gilberto Gil) | 3:19     |  |
| 45:14                               |                                       |          |  |